# Hilton Worldwide
Hilton Worldwide Holdings Inc. (tidligere Hilton Hotels Corporation) er en amerikansk multinational hotelkoncern, som ejer, driver og franchiser en lang række hoteller og feriesteder. Virksomheden blev etableret af Conrad Hilton i maj 1919 og har hovedkvarter i Tysons, Virginia. Anno 2020 havde de 6.215 ejendomme (inklusive timeshare ejendomme) med 983.465 værelser i 118 lande. Af ejendommene er 690 ejet af Hilton Worldwie, mens 5.405 er franchise.
Hilton har 18 brands i forskellige markedssegmenter, hvilket inkluderer Conrad Hotels & Resorts, Canopy by Hilton, Curio Collection by Hilton, Hilton Hotels & Resorts, DoubleTree by Hilton, Embassy Suites Hotels, Hilton Garden Inn, Hampton by Hilton, Homewood Suites by Hilton, Home2 Suites by Hilton, Hilton Grand Vacations, LXR Hotels and Resorts by Hilton, Waldorf Astoria Hotels & Resorts, Signia by Hilton, Tru by Hilton, Tapestry Collection by Hilton, Tempo by Hilton og Motto by Hilton.